# Kristal-bulletin
Kristal-bulletin was een verzetsblad uit de Tweede Wereldoorlog, dat vanaf 10 oktober 1944 tot en met 1 mei 1945 in Ouderkerk aan de Amstel werd uitgegeven. Het blad verscheen dagelijks in een oplage van 18 exemplaren. Het werd tot 20 november 1944 met de hand gschreven, daarna getypt en de inhoud bestond voornamelijk uit algemene artikelen en nieuwsberichten.
De titel werd opzettelijk gekozen om de aandacht af te leiden van het feit dat de nieuwsberichten afgeluisterd werden van een radiotoestel waarvoor nog elektrische spanning beschikbaar was. Deze was afkomstig van een slachthuis, waarin koelcellen waren. Een onderduiker uit Amsterdam, H. Thijssen, kwam op het idee hiervan gebruik te maken, daar in de slachtplaats veel radiotoestellen 'ondergedoken' waren.